# 프롤레타리아 독재
프롤레타리아 독재(독일어: diktatur des proletariats, 러시아어: Диктатура пролетариата, 영어: dictatorship of the proletariat) 또는 무산계급 독재(無産階級 獨裁, 중국어: 无产阶级专政/無產階級專政)는 카를 마르크스에 의해 그의 1875년 저서 《고타강령비판》(Critique of the Gotha Program)에서 사용된 어휘이며 이는 자본주의와 공산주의 사이의 과도기적 사회를 일컫는다. 이 때문에 '사회주의 체제'라고도 할 수 있으며, 이 기간 동안 "국가는 프롤레타리아의 혁명적 독재 형태 그 이상 아무 형태도 취할 수 없다". 이 표현은 프롤레타리아가 현존하는 유산 계급의 정치 체제를 전복 한 후 중앙 집중적인 권력 구조를 설치하는 것을 뜻한다.
소련에서는 1930년대 전반에 사기업이 없어지고, 자본가계급도 없어졌으며, 농업의 전면적인 집단화에 의해 개인경영 농민은 콜호스 원(員)으로 변했다. 이 계급 관계의 재편성에 따라서 국가론(國家論)도 재편성되었다. 당시의 실천에 큰 영향을 준 것은 스탈린의 이론이었다. 스탈린은 1930년대의 소련이 직면한 모든 곤란을 계급투쟁의 표현으로 파악하고, 계급투쟁의 격화와 프롤레타리아 독재의 강화(구체적으로는 국가안보기구의 강화)를 주장했다.
소비에트 국가는 1977년에 “소비에트 연방은 프롤레타리아 독재의 국가이지만 동시에 이제야말로 전인민국가라는 성격을 갖게 되었다.”고 주장하기 시작했다. 이러한 결정은 국내 계급 투쟁이 소멸 단계에 있다는 뜻이었으며, 다른 공산국가 사이에서 해석상의 심한 마찰을 일으켰다.

## 다른 개념
프롤레타리아 독재 용어 확립 후 다양한 혁명 흐름 안에서 이 개념은 여러 가지 의미로 해석되었으나, 제2차 세계대전 이후부터 질적으로 전혀 다른 개념이 등장하였다. 후술할 개념은 프롤레타리아 독재 및 공산주의로 나아가기 위한 구체적인 전략 논의로부터 도출한 것이나, 프롤레티리아 독재와는 확실히 구별되는 개념이다.

### 인민민주주의
블라디미르 레닌은 '혁명적 분위기 조성'이라는 개념과 생산력의 발전에 따른 영향은 전지구적이라는 세계혁명적 관점에 기반하여 10월 혁명을 동부 유럽 지역 사회주의혁명의 시초로 규정하였다. 그러나, 당시 러시아의 자본주의적 생산력이 서유럽에 비해 뒤쳐진 상태란 것은 그도 인정한 바였다. 레닌 사후 이오시프 스탈린이 권력을 잡고, 1928년, 제1차 경제개발 5개년 계획을 발표하면서, 자본주의적 본원 축적을 사회주의적 계획 경제의 방식으로 축적하게 되는데, 1936년 12월 5일 전 연방 소비에트 제8차 대회는 새로운 소비에트 연방헌법(스탈린 헌법)을 개정하는 과정에서 이 기간을 포함하여 1918년에서 1936년 사이까지를 사회주의 발전 단계라고 규정하게 되었으며, 헌법이 채택된 시점에서 소련은 더 이상 자국을 사회주의 발전 단계가 아닌, '노동자와 농민의 사회주의국가'라고 규정하였다. 이후 1945년 제2차 세계대전에서 추축국이 패하고 수많은 중앙유럽의 국가들이 공산화되었을 때 이오시프 스탈린은 중앙유럽 지역의 혁명을 '인민민주주의 혁명'으로 규정하였으며, 또한 한반도 이북 지역도 인민민주주의(Страны народной демократии, People's democracy) 단계로 규정하여, 광범위한 통일전선에 따른 정부를 구성하라고 지시하였다. 이러한 '인민민주주의 정부'는 노동자와 농민 뿐만이 아닌, 민족자본가와 양심적 지식인, 그리고 중산층, 소부르주아의 연합 정권의 형태를 보였으며, 원칙적으로는 사회주의국가가 아닌, 자본주의에서 사회주의로 이행하는 과도기적 단계에 있는 정체이다. 중국의 공산주의 혁명가인 마오쩌둥(毛澤東)은 1940년에 펴낸 저서 『신민주주의론』(新民主主義論)에서 중국 혁명의 성격을 '신민주주의혁명'(新民主主義革命)이라고 규정하였는데, 이러한 이론은 인민민주주의 노선과 맞닿아있는 것이었다. 같은 시기, 한국의 공산주의 혁명가이자 항일반군 지도자인 김일성(金日成)이 내세운 '반제반봉건민주주의혁명'(反帝反封建民主主義革命)도 이와 같은 것이라고 할 수 있다. 제2차 세계대전 종전 후 수많은 공산당 통치 국가가 국호에 '사회주의'를 넣지 않고, '민주주의인민', '인민', '인민민주주의' 등을 넣은 것도 위와 같은 단계론에 기반한 것이다.
따라서 인민민주주의는 개념적으로 프롤레타리아 독재와는 다른 정체를 의미하며, 후발 혁명 국가가 프롤레타리아 독재로 나아가기 위한 객관적 토대 형성으로서 ‘전(前)단계적 민주화’를 이루기 위해서 실시하는 것이라 할 수 있다.

### 전인민국가
1961년의 소련공산당 강령은 소련에서는 이미 프롤레타리아 독재가 그 사명을 끝냄으로써 소멸되었다고 하고, 새로운 단계의 공산주의국가를 전인민국가(全人民國家)라고 규정했다. 이 전인민국가론은 중·소논쟁의 쟁점(爭點)의 하나가 되었다. 전인민국가론에 대한 반대론은 우선 첫째로 국가는 계급지배의 기구이며, 따라서 전인민국가론은 국가의 계급성을 부정한 수정주의(修正主義)라고 주장한다.
그러나 레닌의 『국가와 혁명』에는 공산주의국가는 '본래의 뜻'의 국가가 아니고 '반국가(半國家)'라고 하였으며, 사회주의에서 공산주의로의 이행기(移行期)의 국가는 억압해야 할 계급을 갖고 있지 않은 국가라고 기술하고 있다. 둘째로 전인민국가론에 대한 반대론은 마르크스주의의 고전이 프롤레타리아 독재는 '자본주의에서 공산주의로'의 이행기에는 불가피하다고 기술하고 있는 것을 인용(引用)한다. 그러나 이런 고전(古典)에는 사회주의와 공산주의의 개념이 엄밀하게 구분되어 있지 않다. 또 레닌의 저서 속에도 프롤레타리아 독재는 '자본주의에서 사회주의에로의 이행기'에 있어서는 불가피하다고 기술되어 있다. 셋째로 문제가 되는 것은 현실의 공산주의국가에는 노동자와 농민이라는 두 계급이 존재한다는 점이다. 다만 농민이라고 해도 그것은 생산농장(콜호스)에 조직된 농민이다. 소련의 전인민국가론은 이 두 계급의 존재하에서의 노동자계급의 지도권을 지적하고 있다. 그러나 공산주의국가 중에는 체코슬로바키아와 같이 농업인구가 극히 드문 나라가 있다. 이러한 나라들의 프롤레타리아 독재론·전인민국가론에서는 농민의 문제는 국가의 본질과 직접적인 연결을 갖지 않는다. 넷째로 전인민국가론을 택할 경우도 국제관계에서는 전인민국가는 부르주아 국가에 대해서는 프롤레타리아 국가로서의 계급성을 갖는다는 것을 주장하고 있다. 결국 전인민국가론 또는 프롤레타리아 독재론의 논점은 다음과 같은 것이다. 즉 프롤레타리아 독재는 계급대립, 계급투쟁의 존재를 전제로 하고 있다. 유고슬라비아의 공산주의자는 계급투쟁은 공산주의 건설의 진행과 더불어 약해지고 이와 더불어 프롤레타리아 독재도 공산주의 건설의 과정에서 소멸되어 간다고 주장한다.
이에 대해서 소련의 공산주의자들은 공산주의 건설은 계급투쟁을 수반하고 프롤레타리아 독재를 불가결한 것으로 하지만, 공산주의 건설의 완료와 더불어 프롤레타리아 독재는 소멸과정에 들어가고, 약간의 과도기(過渡期)를 거쳐 프롤레타리아 독재의 국가는 전인민국가로 전화(轉化)한다고 주장한다. 또 마오쩌둥주의자들은 계급투쟁은 자본주의에서 사회주의로 이행하는 시기 뿐만 아니라, 완전한 공산주의가 실현될 때까지 계속되며, 그 때까지 반영구적으로 프롤레타리아 독재가 계속된다고 주장한다.
소련과 중앙구의 공산주의국가에서의 전인민국가론의 등장은 공산주의의 발전도상에 나타나는 모든 문제를 스탈린과 같이 계급투쟁으로 보고, 프롤레타리아 독재의 논리로써 이것을 억압적으로 처리하는 것이 비현실적이라 인식하고 있다. 그러나 이 현실의 인식 전환(轉換)에도 불구하고, 새로운 국가론은 아직 정비되어 있지 않으며, 전인민국가론에 의거한 국가기관의 조직과 실천의 전환은 아직 순조롭게 진행되지 않고 있다. 1968년에 체코슬로바키아 공산당은 전 인민국가론에 의거한 급진적인 개혁을 계획하였으나, 이에 대해서 소련과 태반의 중앙구 여러 나라는 프롤레타리아 독재의 의의를 새로이 강조했다. 체코문제에 대한 반응은 전인민 국가론이 이들 나라에서 아직 정착(定着)되지 않은 것을 보여주고 있다. 다른 한편 중국의 극단적인 프롤레타이아 독재론은 '프롤레타리아 문화혁명'으로 전개되어 갔다.

## 다른 표현
사회주의국가는 마르크스-레닌주의에 따라 프롤레타리아 독재와 동일시된다. 프롤레타리아 독재는 무엇보다도 자본가계급에 대한 독재를 기반으로 하며, 마르크스주의의 고전(古典)은 프롤레타리아 독재란 인구(人口) 중에 소수에 대한 억압을 뜻하지만, 인구 중의 대다수를 차지하는 노동자에게는 사회주의란 국가관리에 노동자인민이 참가하는 새로운 민주주의를 뜻한다고 주장하고 있다. 또 프롤레타리아 독재의 중요한 기능으로서, 소(小)부르주아적 농민을 사회주의 건설의 길에 끌어들이는 것과, 노동자계급 중에 사회주의적 규율을 심어주는 것을 내세우고 있는데, 그 중에도 특히 노동자와 농민의 동맹의 필요성이 강조되어 왔다. 이상과 같이 프롤레타리아 독재·사회주의적 민주주의(프롤레타리아 민주주의)·노농동맹(勞農同盟)의 세 가지는 언제나 한 진영으로 주장되어 왔으나, 지금까지 이 세 가지의 상호 관련이 명확하게 해명되어 왔다고는 할 수 없다.
위와 같은 난맥상에도 불구하고 프롤레타리아 독재는 공산주의 문헌상 여러 가지 표현으로 나타난다. 대표적인 표현으로는 노농정부(勞農政府), 노동자정부(勞動者政府), 사회주의정부(社會主義政府) 등이 있다.

### 노농정부
소비에트 정부 성립 이후 "프롤레타리아 독재는 노농정부인가?"라는 논쟁에서 이오시프 스탈린은 소비에트 정부가 노농동맹에 입각한 프롤레타리아 독재이며, 이러한 의미에서 노농정부라고 불릴 수 있다고 하였다.
노농정부 문제에 관하여도 그와 관련하여 꼭 말해야겠습니다. 우리 정부의 프롤레타리아적 본질과 또 여기에서 나오는 사회주의적 제과업은 우리 정부로 하여금 우리 농민의 나라에 있어서 프롤레타리아 독재의 사회주의적 및 계급적 제과업 달성함에 가장 중요한 수단인 노농동맹을 유지·강화하는 정책을 수행하는 것을 방해하지 않을 뿐만 아니라 도리어 이 정책의 수행에로 이 정부를 추동하며, 필연적으로 추동하고 있다는 것, 또 그렇기 때문에 이 정부는 노농정부로 불린다는 것, 여기에 어떠한 모순이 있을 수 있겠습니까? 노농정부의 구호를 내세우며, 우리 정부를 노농정부라고 규정한 레닌이 옳았다는 것은 명백하지 않습니까?
 — 이오시프 스탈린, 1927년 3월 15일 『노농정부 문제에 관하여』(Об образовании Рабочего и Крестьянского правительства)에서
이를 통하여 마르크스-레닌주의에서 논의되는 '프롤레타리아 독재'(독일어: Diktatur des Proletariats)는 노동자(산업프롤레타리아를 포함한 광범한 노동계급)·농민(빈농·영세농·소농)의 동맹에 기초한 독재사회라는 것으로도 이해될 수 있다. 농민의 범주에서 빈농과 영세농은 프롤레타리아로 분류되나, 소농은 소부르주아로 분류된다는 점에서 이는 오로지 순수 노동계급에 의해 지도되는 독재국가라는 의미에서 ‘프롤레타리아 독재’보다 유연한 표현이라고 할 수 있다.

### 노동자정부
노동계급에 의한 혁명적 독재라는 점에서 프롤레타리아 독재는 ‘노동자정부’ 또는 ‘노동자국가’ 라고도 칭해진다. 이러한 표현은 프롤레타리아 독재라는 특성에서 순수 노동계급의 역할과 그 지위를 강조하는 의미에서의 표현으로 주로 쓰인다.

### 사회주의정부
사회주의 국가라는 의미를 강조하는 차원에서 프롤레타리아 독재는 ‘사회주의정부’라는 표현으로도 나타낼 수 있다. 발전된 자본주의 국가의 운영 방식과 질적으로 전혀 다른 사회라는 의미에서 사회주의정부라는 표현은 프롤레타리아 독재에 관한 보편적인 명칭으로 이해될 수 있다. 또한 프롤레타리아 독재는 사회주의정부와 동일한 개념이라는 점에서 ‘사회민주주의 세력에 의해 보편적 복지가 추구되는 발전된 자본주의 국가’와는 확실히 다르며, 후자는 사회주의 국가 또는 사회주의정부가 아닌 자본주의 국가라는 것을 더욱 명확히하기 위한 것으로도 강조된다.

## 같이 보기
- 프롤레타리아
  - 프롤레타리아 혁명
- 무산계급
- 사회주의
- 공산주의
- 혁명
- 자본주의
- 인민
- 민중 (또는 인민대중)
- 민중민주주의 (또는 인민민주주의)
- 해방신학
- 민중신학
- 민중사학
- 좌파 민족주의 (한국민족문화대백과사전 "민족주의" 항목 참조)
- 마르크스주의
- 레닌주의
- 마르크스레닌주의
- 인민대중제일주의